# Rue du Commandant-Rivière
Pour l’article homonyme, voir Rue Commandant-Rivière à Nantes.
La rue du Commandant-Rivière est une voie du 8e arrondissement de Paris. 

## Situation et accès

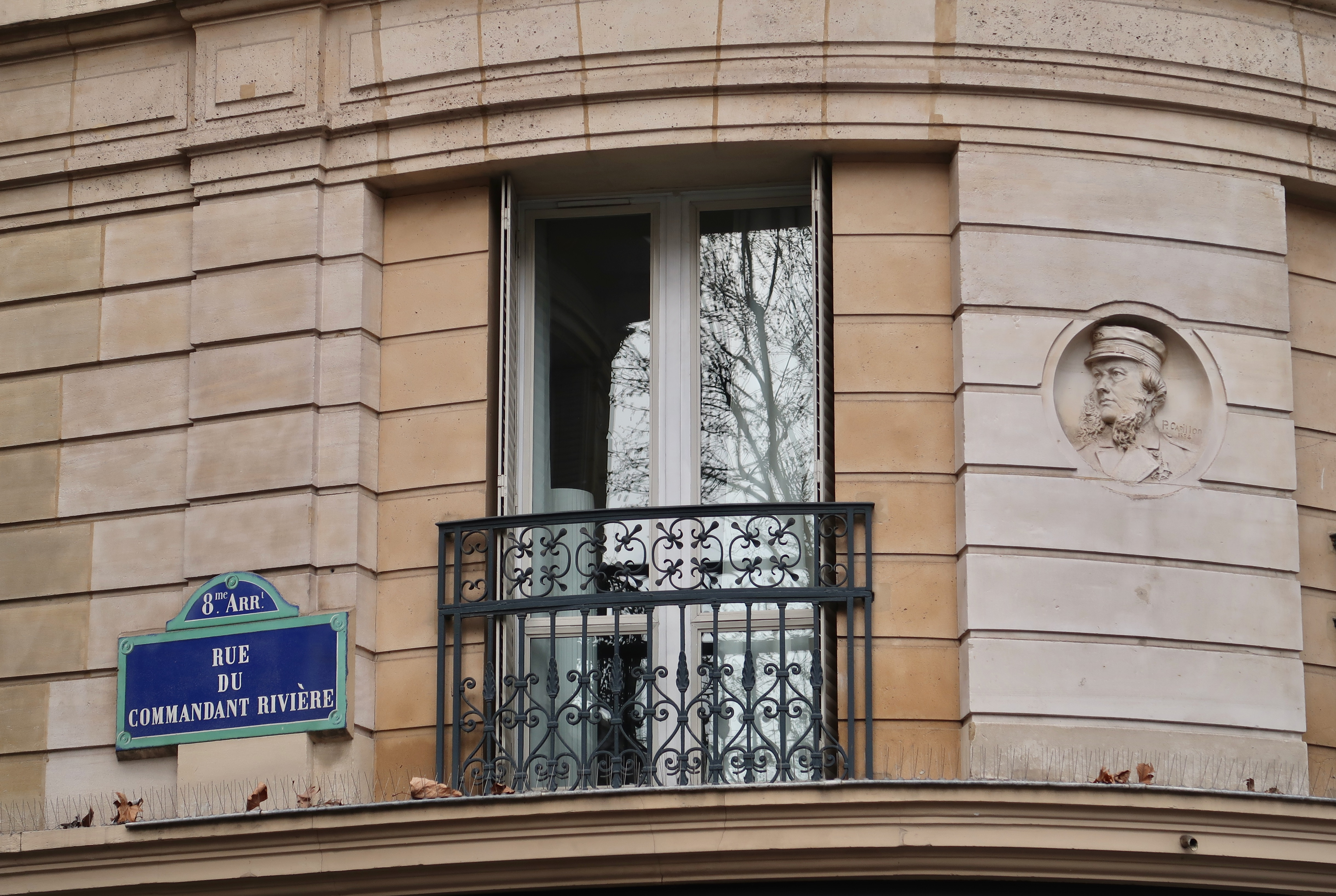
Plaque et relief en médaillon.

Elle commence avenue Franklin-D.-Roosevelt et se termine rue d'Artois.
Le quartier est desservi par la ligne 9 à la station Saint-Philippe du Roule.

## Origine du nom

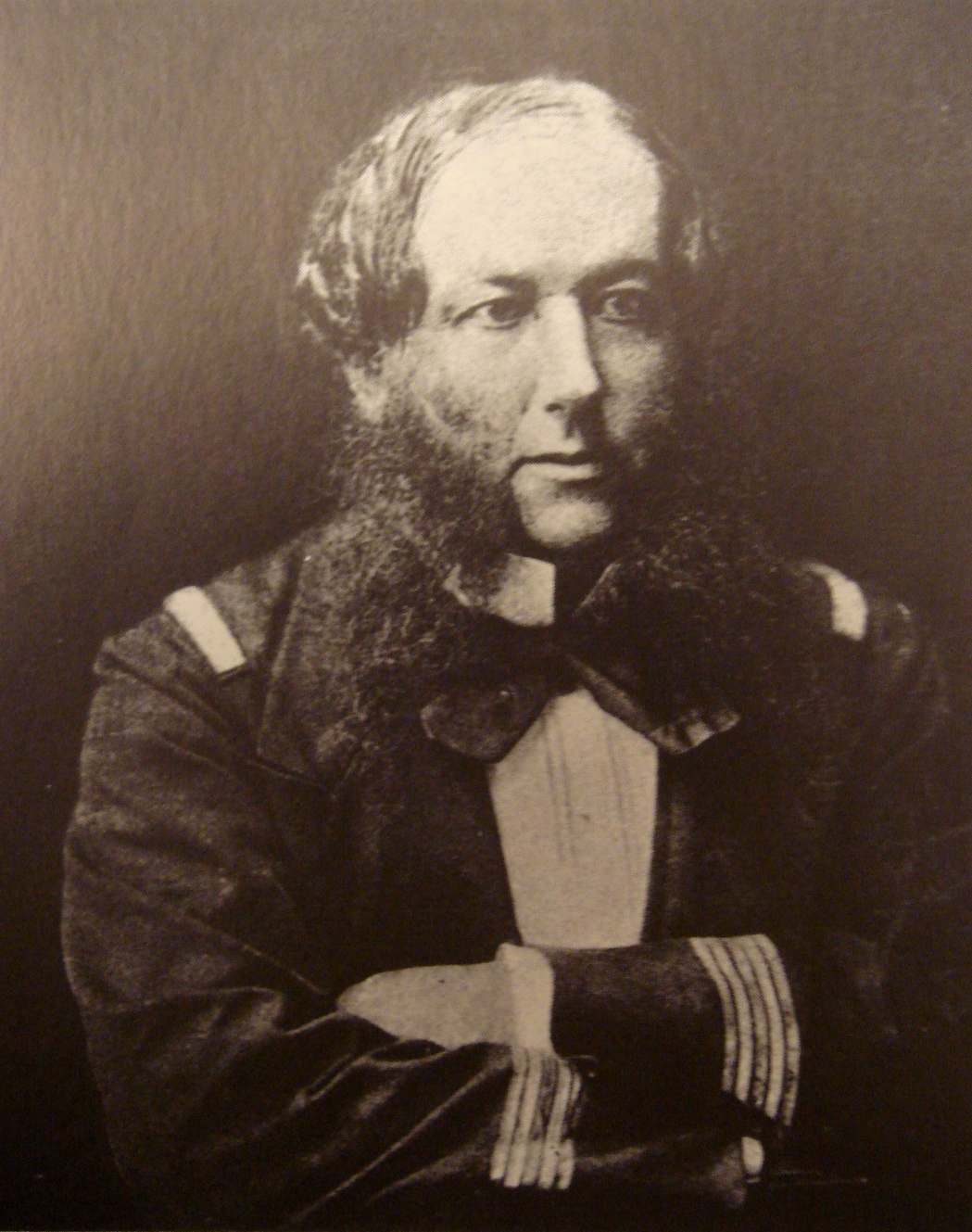
Le capitaine de vaisseau Henri Rivière.

Elle a reçu sa dénomination en mémoire du capitaine de vaisseau Henri Rivière (1827-1883), massacré au Tonkin le 19 mai 1883 par les Pavillons noirs (voir « Guerre franco-chinoise »).

## Historique
Cette voie ouverte sur l'emplacement de l'ancienne cour du Commerce, qui datait de 1840 et qui était devenue la cour Saint-Philippe-du-Roule en 1877, prend sa dénomination actuelle  par un arrêté du 19 novembre 1883.

## Bâtiments remarquables et lieux de mémoire
- No 2 : au premier étage de l’immeuble, médaillon d’Henri Rivière[1].
- Après la Seconde Guerre mondiale, Lisette de Brinon loue un appartement de la rue[2].

## Sources
- Félix de Rochegude, Promenades dans toutes les rues de Paris. VIIIe arrondissement, Paris, Hachette, 1910.